# Grand Prix Singapuru 2014
Grand Prix Singapuru 2014 (oficjalnie 2014 Formula 1 Singapore Airlines Singapore Grand Prix) – czternasta eliminacja Mistrzostw Świata Formuły 1 w sezonie 2014, która odbyła się w dniach 19–21 września na torze Marina Bay Street Circuit w Marina Bay.

## Lista startowa
Źródło: Wyprzedź Mnie!
| Nr | Kierowca          | Zespół                        | Samochód               | Silnik                         | Opony |
| -- | ----------------- | ----------------------------- | ---------------------- | ------------------------------ | ----- |
| 1  | Sebastian Vettel  | Infiniti Red Bull Racing      | Red Bull RB10          | Renault Energy F1-2014 1.6T V6 | P     |
| 3  | Daniel Ricciardo  | Infiniti Red Bull Racing      | Red Bull RB10          | Renault Energy F1-2014 1.6T V6 | P     |
| 4  | Max Chilton       | Marussia F1 Team              | Marussia MR03          | Ferrari 059/3 1.6T V6          | P     |
| 6  | Nico Rosberg      | Mercedes AMG Petronas F1 Team | Mercedes F1 W05 Hybrid | Mercedes-Benz PU106A 1.6T V6   | P     |
| 7  | Kimi Räikkönen    | Scuderia Ferrari              | Ferrari F14 T          | Ferrari 059/3 1.6T V6          | P     |
| 8  | Romain Grosjean   | Lotus F1 Team                 | Lotus E22              | Renault Energy F1-2014 1.6T V6 | P     |
| 9  | Marcus Ericsson   | Caterham F1 Team              | Caterham CT05          | Renault Energy F1-2014 1.6T V6 | P     |
| 10 | Kamui Kobayashi   | Caterham F1 Team              | Caterham CT05          | Renault Energy F1-2014 1.6T V6 | P     |
| 11 | Sergio Pérez      | Sahara Force India F1 Team    | Force India VJM07      | Mercedes-Benz PU106A 1.6T V6   | P     |
| 13 | Pastor Maldonado  | Lotus F1 Team                 | Lotus E22              | Renault Energy F1-2014 1.6T V6 | P     |
| 14 | Fernando Alonso   | Scuderia Ferrari              | Ferrari F14 T          | Ferrari 059/3 1.6T V6          | P     |
| 17 | Jules Bianchi     | Marussia F1 Team              | Marussia MR03          | Ferrari 059/3 1.6T V6          | P     |
| 19 | Felipe Massa      | Williams Martini Racing       | Williams FW36          | Mercedes-Benz PU106A 1.6T V6   | P     |
| 20 | Kevin Magnussen   | McLaren Mercedes              | McLaren MP4-29         | Mercedes-Benz PU106A 1.6T V6   | P     |
| 21 | Esteban Gutiérrez | Sauber F1 Team                | Sauber C33             | Ferrari 059/3 1.6T V6          | P     |
| 22 | Jenson Button     | McLaren Mercedes              | McLaren MP4-29         | Mercedes-Benz PU106A 1.6T V6   | P     |
| 25 | Jean-Éric Vergne  | Scuderia Toro Rosso           | Toro Rosso STR9        | Renault Energy F1-2014 1.6T V6 | P     |
| 26 | Daniił Kwiat      | Scuderia Toro Rosso           | Toro Rosso STR9        | Renault Energy F1-2014 1.6T V6 | P     |
| 27 | Nico Hülkenberg   | Sahara Force India F1 Team    | Force India VJM07      | Mercedes-Benz PU106A 1.6T V6   | P     |
| 44 | Lewis Hamilton    | Mercedes AMG Petronas F1 Team | Mercedes F1 W05 Hybrid | Mercedes-Benz PU106A 1.6T V6   | P     |
| 77 | Valtteri Bottas   | Williams Martini Racing       | Williams FW36          | Mercedes-Benz PU106A 1.6T V6   | P     |
| 99 | Adrian Sutil      | Sauber F1 Team                | Sauber C33             | Ferrari 059/3 1.6T V6          | P     |
| Nr | Kierowca          | Zespół                        | Samochód               | Silnik                         | Opony |

## Wyniki

### Sesje treningowe
Źródło: Wyprzedź Mnie!
| Sesja | Nr | Kierowca        | Konstruktor | Czas     | Okr. |
| ----- | -- | --------------- | ----------- | -------- | ---- |
| 1     | 14 | Fernando Alonso | Ferrari     | 1:49,056 | 16   |
| 2     | 44 | Lewis Hamilton  | Mercedes    | 1:47,490 | 25   |
| 3     | 14 | Fernando Alonso | Ferrari     | 1:47,299 | 12   |

### Kwalifikacje
Źródło: Wyprzedź Mnie!
| Poz. | Nr | Kierowca          | Konstruktor          | Q1       | Q2       | Q3       | Poz. s. |
| --- | --- | ----------------- | -------------------- | -------- | -------- | -------- | ------- |
| 1 | 44 | Lewis Hamilton    | Mercedes             | 1:46,932 | 1:46,287 | 1:45,681 | 1       |
| 2 | 6 | Nico Rosberg      | Mercedes             | 1:47,244 | 1:45,825 | 1:45,688 | 2       |
| 3 | 3 | Daniel Ricciardo  | Red Bull–Renault     | 1:47,488 | 1:46,493 | 1:45,854 | 3       |
| 4 | 1 | Sebastian Vettel  | Red Bull–Renault     | 1:47,476 | 1:46,586 | 1:45,902 | 4       |
| 5 | 14 | Fernando Alonso   | Ferrari              | 1:46,889 | 1:46,328 | 1:45,907 | 5       |
| 6 | 19 | Felipe Massa      | Williams–Mercedes    | 1:47,615 | 1:46,472 | 1:46,000 | 6       |
| 7 | 7 | Kimi Räikkönen    | Ferrari              | 1:46,685 | 1:46,359 | 1:46,170 | 7       |
| 8 | 77 | Valtteri Bottas   | Williams–Mercedes    | 1:47,196 | 1:46,622 | 1:46,187 | 8       |
| 9 | 20 | Kevin Magnussen   | McLaren–Mercedes     | 1:47,976 | 1:46,700 | 1:46,250 | 9       |
| 10 | 26 | Daniił Kwiat      | Toro Rosso–Renault   | 1:47,656 | 1:46,926 | 1:47,362 | 10      |
| 11 | 22 | Jenson Button     | McLaren–Mercedes     | 1:47,161 | 1:46,943 | –        | 11      |
| 12 | 25 | Jean-Éric Vergne  | Toro Rosso–Renault   | 1:47,407 | 1:48,989 | –        | 12      |
| 13 | 27 | Nico Hülkenberg   | Force India–Mercedes | 1:47,370 | 1:47,308 | –        | 13      |
| 14 | 21 | Esteban Gutiérrez | Sauber–Ferrari       | 1:47,970 | 1:47,333 | –        | 14      |
| 15 | 11 | Sergio Pérez      | Force India–Mercedes | 1:48,143 | 1:47,575 | –        | 15      |
| 16 | 8 | Romain Grosjean   | Lotus–Renault        | 1:47,862 | 1:47,812 | –        | 16      |
| 17 | 99 | Adrian Sutil      | Sauber–Ferrari       | 1:48,324 | –        | –        | 17      |
| 18 | 13 | Pastor Maldonado  | Lotus–Renault        | 1:49,063 | –        | –        | 18      |
| 19 | 17 | Jules Bianchi     | Marussia–Ferrari     | 1:49,440 | –        | –        | 19      |
| 20 | 10 | Kamui Kobayashi   | Caterham–Renault     | 1:50,405 | –        | –        | 20      |
| 21 | 4 | Max Chilton       | Marussia–Ferrari     | 1:50,473 | –        | –        | 21      |
| 22 | 9 | Marcus Ericsson   | Caterham–Renault     | 1:52,287 | –        | –        | 22      |
| Poz. | Nr | Kierowca          | Konstruktor          | Q1       | Q2       | Q3       | Poz. s. |
| \| Legenda \| Legenda \| \| ------------------------ \| ---------------------------------------------------------------------------------------------------------------------------------------------------------------------------------------------------------------------------------------------------------------- \| \| Poz. Nr Q1 Q2 Q3 Poz. s. \| Pozycja zajęta w sesji kwalifikacyjnej Numer startowy kierowcy Wynik uzyskany w pierwszej części kwalifikacji Wynik uzyskany w drugiej części kwalifikacji Wynik uzyskany w trzeciej części kwalifikacji Pozycja startowa po uwzględnięniu kar, przesunięć, itp. \| | |                   |                      |          |          |          |         |
| Legenda | |                   |                      |          |          |          |         |
| Poz. Nr Q1 Q2 Q3 Poz. s. | Pozycja zajęta w sesji kwalifikacyjnej Numer startowy kierowcy Wynik uzyskany w pierwszej części kwalifikacji Wynik uzyskany w drugiej części kwalifikacji Wynik uzyskany w trzeciej części kwalifikacji Pozycja startowa po uwzględnięniu kar, przesunięć, itp. |                   |                      |          |          |          |         |

### Wyścig

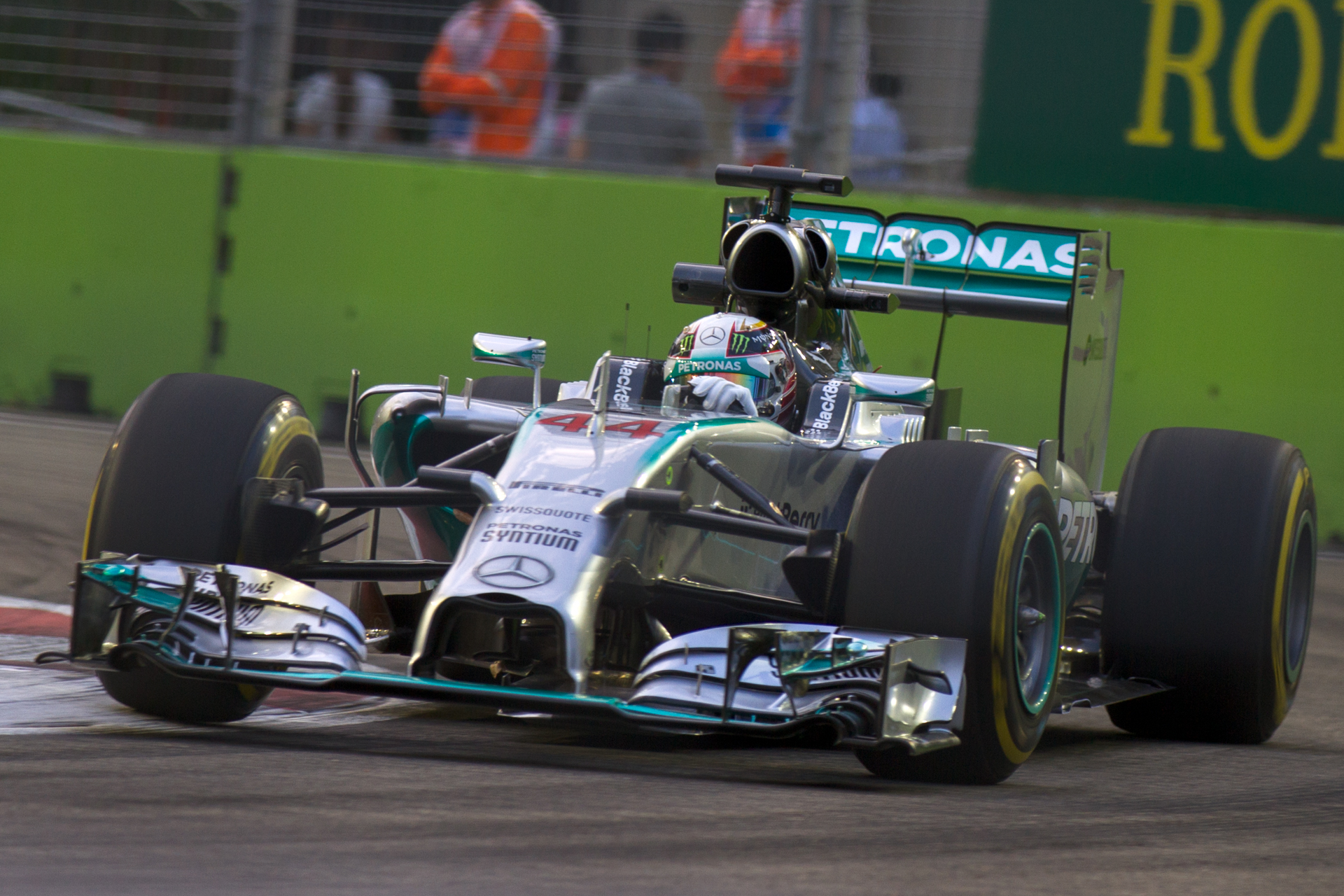
Lewis Hamilton podczas wyścigu

Źródło: Wyprzedź Mnie!
| P                                                     | + / –     | Nr | Kierowca          | Konstruktor          | Okr. | Czas / Strata | Komentarz |
| ----------------------------------------------------- | --------- | -- | ----------------- | -------------------- | ---- | ------------- | --------- |
| 1                                                     | Bez zmian | 44 | Lewis Hamilton    | Mercedes             | 60   | 2h00m24,795   |           |
| 2                                                     | 2         | 1  | Sebastian Vettel  | Red Bull–Renault     | 60   | +0:13,534     |           |
| 3                                                     | Bez zmian | 3  | Daniel Ricciardo  | Red Bull–Renault     | 60   | +0:14,273     |           |
| 4                                                     | 1         | 14 | Fernando Alonso   | Ferrari              | 60   | +0:15,389     |           |
| 5                                                     | 1         | 19 | Felipe Massa      | Williams–Mercedes    | 60   | +0:42,161     |           |
| 6                                                     | 6         | 25 | Jean-Éric Vergne  | Toro Rosso–Renault   | 60   | +0:56,801     | [ a ]     |
| 7                                                     | 8         | 11 | Sergio Pérez      | Force India–Mercedes | 60   | +0:59,038     |           |
| 8                                                     | 1         | 7  | Kimi Räikkönen    | Ferrari              | 60   | +1:00,641     |           |
| 9                                                     | 4         | 27 | Nico Hülkenberg   | Force India–Mercedes | 60   | +1:01,661     |           |
| 10                                                    | 1         | 20 | Kevin Magnussen   | McLaren–Mercedes     | 60   | +1:02,230     |           |
| 11                                                    | 3         | 77 | Valtteri Bottas   | Williams–Mercedes    | 60   | +1:05,065     |           |
| 12                                                    | 6         | 13 | Pastor Maldonado  | Lotus–Renault        | 60   | +1:06,915     |           |
| 13                                                    | 3         | 8  | Romain Grosjean   | Lotus–Renault        | 60   | +1:08,029     |           |
| 14                                                    | 4         | 26 | Daniił Kwiat      | Toro Rosso–Renault   | 60   | +1:12,008     |           |
| 15                                                    | 7         | 9  | Marcus Ericsson   | Caterham–Renault     | 60   | +1:34,188     |           |
| 16                                                    | 3         | 17 | Jules Bianchi     | Marussia–Ferrari     | 60   | +1:34,543     |           |
| 17                                                    | 4         | 4  | Max Chilton       | Marussia–Ferrari     | 59   | +1 okr        |           |
| Niesklasyfikowani                                     |           |    |                   |                      |      |               |           |
|                                                       |           | 22 | Jenson Button     | McLaren–Mercedes     | 52   | utrata mocy   |           |
|                                                       |           | 99 | Adrian Sutil      | Sauber–Ferrari       | 40   | wyciek wody   | [ b ]     |
|                                                       |           | 21 | Esteban Gutiérrez | Sauber–Ferrari       | 19   | elektronika   |           |
|                                                       |           | 6  | Nico Rosberg      | Mercedes             | 15   | elektronika   |           |
| Nie wystartowali / niedopuszczeni do ponownego startu |           |    |                   |                      |      |               |           |
|                                                       |           | 10 | Kamui Kobayashi   | Caterham–Renault     |      | silnik        |           |
| P                                                     | + / –     | Nr | Kierowca          | Konstruktor          | Okr. | Czas / Strata | Komentarz |

### Najszybsze okrążenie
Źródło: Wyprzedź Mnie!
| Nr | Kierowca       | Konstruktor | Czas     | Okr. |
| -- | -------------- | ----------- | -------- | ---- |
| 44 | Lewis Hamilton | Mercedes    | 1:50,417 | 39   |

### Prowadzenie w wyścigu
Źródło: Racing–Reference.info
| Nr                              | Kierowca         | Okrążenia          | Suma |
| ------------------------------- | ---------------- | ------------------ | ---- |
| 44                              | Lewis Hamilton   | 1-26, 27-52, 54-60 | 57   |
| 1                               | Sebastian Vettel | 52-54              | 2    |
| 3                               | Daniel Ricciardo | 26-27              | 1    |
| \| Wykres \| \| ------ \| \| \| |                  |                    |      |
| Wykres                          |                  |                    |      |
|                                 |                  |                    |      |

## Klasyfikacja po wyścigu

### Kierowcy
| P                 | +/− | Kierowca          | Starty | Punkty | P1 | P2 | P3 | PP | NO | NS |
| ----------------- | --- | ----------------- | ------ | ------ | -- | -- | -- | -- | -- | -- |
| 1                 | +1  | Lewis Hamilton    | 14     | 241    | 7  | 2  | 2  | 6  | 5  | 3  |
| 2                 | −1  | Nico Rosberg      | 14     | 238    | 4  | 7  | –  | 7  | 5  | 2  |
| 3                 | 0   | Daniel Ricciardo  | 14     | 181    | 3  | –  | 4  | –  | –  | 1  |
| 4                 | +1  | Fernando Alonso   | 14     | 133    | –  | 1  | 1  | –  | –  | 1  |
| 5                 | +1  | Sebastian Vettel  | 14     | 124    | –  | 1  | 2  | –  | 1  | 3  |
| 6                 | −2  | Valtteri Bottas   | 14     | 122    | –  | 2  | 2  | –  | –  | 1  |
| 7                 | 0   | Jenson Button     | 14     | 72     | –  | –  | 1  | –  | –  | 1  |
| 8                 | 0   | Nico Hülkenberg   | 14     | 72     | –  | –  | –  | –  | –  | 1  |
| 9                 | 0   | Felipe Massa      | 14     | 65     | –  | –  | 1  | 1  | 1  | 3  |
| 10                | +1  | Sergio Pérez      | 13     | 45     | –  | –  | 1  | –  | 1  | 2  |
| 11                | −1  | Kimi Räikkönen    | 14     | 45     | –  | –  | –  | –  | 1  | 1  |
| 12                | 0   | Kevin Magnussen   | 14     | 39     | –  | 1  | –  | –  | –  | 1  |
| 13                | 0   | Jean-Éric Vergne  | 14     | 19     | –  | –  | –  | –  | –  | 5  |
| 14                | 0   | Romain Grosjean   | 14     | 8      | –  | –  | –  | –  | –  | 6  |
| 15                | 0   | Daniił Kwiat      | 14     | 8      | –  | –  | –  | –  | –  | 4  |
| 16                | 0   | Jules Bianchi     | 14     | 2      | –  | –  | –  | –  | –  | 3  |
| 17                | 0   | Adrian Sutil      | 14     | 0      | –  | –  | –  | –  | –  | 6  |
| 18                | 0   | Marcus Ericsson   | 14     | 0      | –  | –  | –  | –  | –  | 5  |
| 19                | 0   | Pastor Maldonado  | 13     | 0      | –  | –  | –  | –  | –  | 4  |
| 20                | 0   | Esteban Gutiérrez | 14     | 0      | –  | –  | –  | –  | –  | 6  |
| 21                | 0   | Max Chilton       | 14     | 0      | –  | –  | –  | –  | –  | 2  |
| 22                | 0   | Kamui Kobayashi   | 12     | 0      | –  | –  | –  | –  | –  | 4  |
| Niesklasyfikowani |     |                   |        |        |    |    |    |    |    |    |
|                   |     | André Lotterer    | 1      | –      | –  | –  | –  | –  | –  | 1  |
| P                 | +/− | Kierowca          | Starty | Punkty | P1 | P2 | P3 | PP | NO | NS |

### Konstruktorzy
| P  | +/− | Konstruktor             | Starty | Punkty | P1 | P2 | P3 | PP | NO | NS |
| -- | --- | ----------------------- | ------ | ------ | -- | -- | -- | -- | -- | -- |
| 1  | 0   | Mercedes                | 28     | 479    | 11 | 9  | 2  | 13 | 10 | 5  |
| 2  | 0   | Red Bull Racing Renault | 28     | 305    | 3  | 1  | 6  | –  | 1  | 4  |
| 3  | 0   | Williams Mercedes       | 28     | 187    | –  | 2  | 3  | 1  | 1  | 4  |
| 4  | 0   | Ferrari                 | 28     | 178    | –  | 1  | 1  | –  | 1  | 2  |
| 5  | +1  | Force India Mercedes    | 27     | 117    | –  | –  | 1  | –  | 1  | 3  |
| 6  | −1  | McLaren Mercedes        | 28     | 111    | –  | 1  | 1  | –  | –  | 2  |
| 7  | 0   | STR Renault             | 28     | 27     | –  | –  | –  | –  | –  | 9  |
| 8  | 0   | Lotus Renault           | 27     | 8      | –  | –  | –  | –  | –  | 10 |
| 9  | 0   | Marussia Ferrari        | 28     | 2      | –  | –  | –  | –  | –  | 5  |
| 10 | 0   | Sauber Ferrari          | 28     | 0      | –  | –  | –  | –  | –  | 12 |
| 11 | 0   | Caterham Renault        | 27     | 0      | –  | –  | –  | –  | –  | 10 |
| P  | +/− | Konstruktor             | Starty | Punkty | P1 | P2 | P3 | PP | NO | NS |